# Sphaerodactylus ocoae
Sphaerodactylus ocoae är en ödleart som beskrevs av  Schwartz och THOMAS 1977. Sphaerodactylus ocoae ingår i släktet Sphaerodactylus och familjen geckoödlor. Inga underarter finns listade i Catalogue of Life.